# دائرة بن عروس الانتخابية
دائرة بن عروس الانتخابية كانت حتى عام 2022 دائرة إنتخابية قبل أن تنقسم إلى 9 دوائر انتخابية تونسية (بن عروس - المدينة الجديدة / المروج - بئر القصعة / المروج - فرحات حشاد / حمام الأنف - حمام الشط / بومهل البساتين - الزهراء / رادس - مقرين / المحمدية / فوشانة / مرناق).

## نتائج الانتخابات

### التشريعية 2014
| الحزب                                     | الحزب                    | الأصوات | النسبة | المقاعد |
| ----------------------------------------- | ------------------------ | ------- | ------ | ------- |
|                                           | نداء تونس                | 359 84  | 39.01% | 4       |
|                                           | حركة النهضة              | 420 61  | 28.40% | 3       |
|                                           | الاتحاد الوطني الحر      | 935 12  | 5.98%  | 1       |
|                                           | الجبهة الشعبية           | 534 9   | 4.41%  | 1       |
|                                           | حزب التيار الديمقراطي    | 226 7   | 3.34%  | 1       |
|                                           | آفاق تونس                | 777 6   | 3.13%  | 0       |
|                                           | الحزب الجمهوري           | 685 5   | 2.63%  | 0       |
|                                           | المؤتمر من أجل الجمهورية | 198 3   | 1.48%  | 0       |
|                                           | أحزاب وقوائم أخرى (43)   | 097 25  | 11.61% | 0       |
|                                           |                          |         |        |         |
| الاجمالي                                  | الاجمالي                 | 231 216 | 100%   |         |
|                                           |                          |         |        |         |
| الأوراق الملغاة                           |                          |         |        |         |
| الأوراق البيضاء                           |                          |         |        |         |
|                                           |                          |         |        |         |
| الناخبون                                  |                          |         |        |         |
| الإمتناع عن التصويت                       |                          |         |        |         |
| المسجلون                                  |                          |         |        |         |
| المصدر: الهيئة العليا المستقلة للانتخابات |                          |         |        |         |

### التأسيسي 2011
| الحزب                                             | الحزب                                   | الأصوات | النسبة | المقاعد |
| ------------------------------------------------- | --------------------------------------- | ------- | ------ | ------- |
|                                                   | حركة النهضة                             | 489 99  | 42.34% | 4       |
|                                                   | التكتل الديمقراطي من أجل العمل والحريات | 242 30  | 12.87% | 2       |
|                                                   | المؤتمر من أجل الجمهورية                | 104 16  | 11.11% | 1       |
|                                                   | الحزب الديمقراطي التقدمي                | 257 11  | 4.79%  | 1       |
|                                                   | القطب الديمقراطي الحداثي                | 177 6   | 2.67%  | 1       |
|                                                   | حزب الأمة الديمقراطي الاجتماعي          | 697 5   | 2.42%  | 1       |
|                                                   | أحزاب وقوائم أخرى (57)                  | 924 55  | 23.8%  | 0       |
|                                                   |                                         |         |        |         |
| الاجمالي                                          | الاجمالي                                | 971 234 | 100%   |         |
|                                                   |                                         |         |        |         |
| الأوراق الملغاة/البيضاء                           | الأوراق الملغاة/البيضاء                 | 820 9   | 4.01%  |         |
|                                                   |                                         |         |        |         |
| الناخبون                                          | الناخبون                                | 791 244 | 55.86% |         |
| الإمتناع عن التصويت                               | الإمتناع عن التصويت                     | 419 193 | 44.14% |         |
| المسجلون                                          | المسجلون                                | 210 438 | 100%   |         |
| المصدر: جمعية تونس تنتخب وكونراد أديناور ستفتونغ. |                                         |         |        |         |

## الممثلين

### نواب الشعب
المجلس الأول
| الصورة | الاسم                         | الحزب | الحزب                 |
| ------ | ----------------------------- | ----- | --------------------- |
|        | لزهر العكرمي عوضه الطاهر بطيخ |       | نداء تونس             |
|        | وفاء مخلوف                    |       | نداء تونس             |
|        | محمد الطرودي                  |       | نداء تونس             |
|        | ألفة السكري                   |       | نداء تونس             |
|        | نور الدين البحيري             |       | حركة النهضة           |
|        | هالة الحامي                   |       | حركة النهضة           |
|        | محمد المحجوب                  |       | حركة النهضة           |
|        | توفيق الجملي                  |       | الاتحاد الوطني الحر   |
|        | زياد الأخضر                   |       | الجبهة الشعبية        |
|        | غازي الشواشي                  |       | حزب التيار الديمقراطي |

### المجلس التأسيسي
| الصورة | الاسم                             | الحزب | الحزب                                   |
| ------ | --------------------------------- | ----- | --------------------------------------- |
|        | نور الدين البحيري عوضه فرج بن عمر |       | حركة النهضة                             |
|        | هالة الحامي                       |       | حركة النهضة                             |
|        | الصادق شورو                       |       | حركة النهضة                             |
|        | سلمى صرصوط                        |       | حركة النهضة                             |
|        | خميس قسيلة                        |       | التكتل الديمقراطي من أجل العمل والحريات |
|        | سلمى مبروك                        |       | التكتل الديمقراطي من أجل العمل والحريات |
|        | هيثم بلقاسم                       |       | المؤتمر من أجل الجمهورية                |
|        | مية الجريبي                       |       | الحزب الديمقراطي التقدمي                |
|        | سلمى بكار                         |       | القطب الديمقراطي الحداثي                |
|        | نزار قاسم                         |       | حزب الأمة الديمقراطي الاجتماعي          |

### النواب
المجلس الثاني عشر
| الاسم                     | الحزب | الحزب                         |
| ------------------------- | ----- | ----------------------------- |
| الناصر الغربي             |       | التجمع الدستوري الديمقراطي    |
| عبد الله عباب             |       | التجمع الدستوري الديمقراطي    |
| زهرة المحيرصي             |       | التجمع الدستوري الديمقراطي    |
| الطاهر شنكال              |       | التجمع الدستوري الديمقراطي    |
| يوسف باللاغة              |       | التجمع الدستوري الديمقراطي    |
| سعاد الشرقي بن عمار       |       | التجمع الدستوري الديمقراطي    |
| عبد الله مجيد بالحاج يحيى |       | التجمع الدستوري الديمقراطي    |
| عواطف بوغنيم              |       | التجمع الدستوري الديمقراطي    |
| هندة الصرارفي العلاني     |       | التجمع الدستوري الديمقراطي    |
| منجي كتلان                |       | حركة الديمقراطيين الاشتراكيين |
| فاتن الشركاوي             |       | حزب الخضر للتقدم              |

المجلس الحادي عشر
| الاسم             | الحزب | الحزب                         |
| ----------------- | ----- | ----------------------------- |
| عبد اللطيف بن مكي |       | التجمع الدستوري الديمقراطي    |
| منيرة العويديدي   |       | التجمع الدستوري الديمقراطي    |
| عبد الله عباب     |       | التجمع الدستوري الديمقراطي    |
| محمد العويني      |       | التجمع الدستوري الديمقراطي    |
| الشاذلي البرقي    |       | التجمع الدستوري الديمقراطي    |
| يوسف باللاغة      |       | التجمع الدستوري الديمقراطي    |
| عواطف بوغنيم      |       | التجمع الدستوري الديمقراطي    |
| منجي كتلان        |       | حركة الديمقراطيين الاشتراكيين |
| فاتن الشركاوي     |       | حزب الخضر للتقدم              |

المجلس العاشر
| الاسم               | الحزب | الحزب                         |
| ------------------- | ----- | ----------------------------- |
| عبد اللطيف بن مكي   |       | التجمع الدستوري الديمقراطي    |
| منيرة العويديدي     |       | التجمع الدستوري الديمقراطي    |
| عبد الله عباب       |       | التجمع الدستوري الديمقراطي    |
| محمد العويني        |       | التجمع الدستوري الديمقراطي    |
| تاج الدين بالرحال   |       | التجمع الدستوري الديمقراطي    |
| صلاح الدين المستاوي |       | التجمع الدستوري الديمقراطي    |
| الحبيب عتيق         |       | التجمع الدستوري الديمقراطي    |
| محمد المنصف الجلولي |       | حركة الديمقراطيين الاشتراكيين |
| نجيب الحلواني       |       | حركة التجديد                  |

المجلس التاسع
| الاسم                                  | الحزب | الحزب                                               |
| -------------------------------------- | ----- | --------------------------------------------------- |
| فتحي الهويدي ثم منيرة العويديدي        |       | التجمع الدستوري الديمقراطي                          |
| فاطمة الخويني                          |       | التجمع الدستوري الديمقراطي                          |
| عبد الله عباب                          |       | التجمع الدستوري الديمقراطي                          |
| محمد العويني                           |       | التجمع الدستوري الديمقراطي                          |
| تاج الدين بالرحال                      |       | التجمع الدستوري الديمقراطي                          |
| صلاح الدين المستاوي                    |       | التجمع الدستوري الديمقراطي                          |
| خميس الشماري عوضه عربية بن عمار بوشيحة |       | حركة الديمقراطيين الاشتراكيين ثم حزب الوحدة الشعبية |

المجلس الثامن
| الاسم          | الحزب | الحزب                      |
| -------------- | ----- | -------------------------- |
| حمودة بن سلامة |       | مستقل                      |
| نزيهة مزهود    |       | التجمع الدستوري الديمقراطي |
| عبد الله عباب  |       | التجمع الدستوري الديمقراطي |
| توفيق الصيد    |       | التجمع الدستوري الديمقراطي |
| علي الشابي     |       | التجمع الدستوري الديمقراطي |

المجلس السابع
| الاسم           | الحزب | الحزب                      |
| --------------- | ----- | -------------------------- |
| الأسعد بن عصمان |       | التجمع الدستوري الديمقراطي |
| مصطفى الفيلالي  |       | التجمع الدستوري الديمقراطي |
| عبد الله عباب   |       | التجمع الدستوري الديمقراطي |
| توفيق الصيد     |       | التجمع الدستوري الديمقراطي |
| حسن حمودية      |       | التجمع الدستوري الديمقراطي |

## تعديل التقسيم الإداري للدائرة
بعد إقرار دستور 2022، أصدر الرئيس قيس سعيد المرسوم الرئاسي عدد 55 مؤرخ في 15 سبتمبر 2022 والمتعلق بتغيير القانون الانتخابي الصادر عام 2014. شملت التعديلات الجديدة تغيير تقسيمات الدوائر الانتخابية داخل وخارج تونس لتصبح الدوائر مكونة من معتمدية واحدة أو أكثر، لا ولاية، وكل دائرة يمثلها نائب واحد فقط. وبذلك أصبحت ولاية بن عروس، الدائرة الانتخابية "سابقا"، مكونة من 9 دوائر ويمثلها 9 نواب كالآتي:
| الدوائر الانتخابية        | المعتمديات                                                            | عدد المقاعد |
| ------------------------- | --------------------------------------------------------------------- | ----------- |
| بن عروس - المدينة الجديدة | بن عروس / المدينة الجديدة                                             | 1           |
| المروج - بئر القصعة       | معتمدية المروج - عمادات: (بئر القصعة - المروج 1 - المروج 3- المروج 4) | 1           |
| المروج - فرحات حشاد       | معتمدية المروج - عمادات: (فرحات حشاد - المروج 5)                      | 1           |
| حمام الأنف - حمام الشط    | حمام الأنف / حمام الشط                                                | 1           |
| بومهل البساتين - الزهراء  | بومهل البساتين / الزهراء                                              | 1           |
| رادس - مقرين              | رادس / مقرين                                                          | 1           |
| المحمدية                  | المحمدية                                                              | 1           |
| فوشانة                    | فوشانة                                                                | 1           |
| مرناق                     | مرناق                                                                 | 1           |